# Galileo Wissenswelt

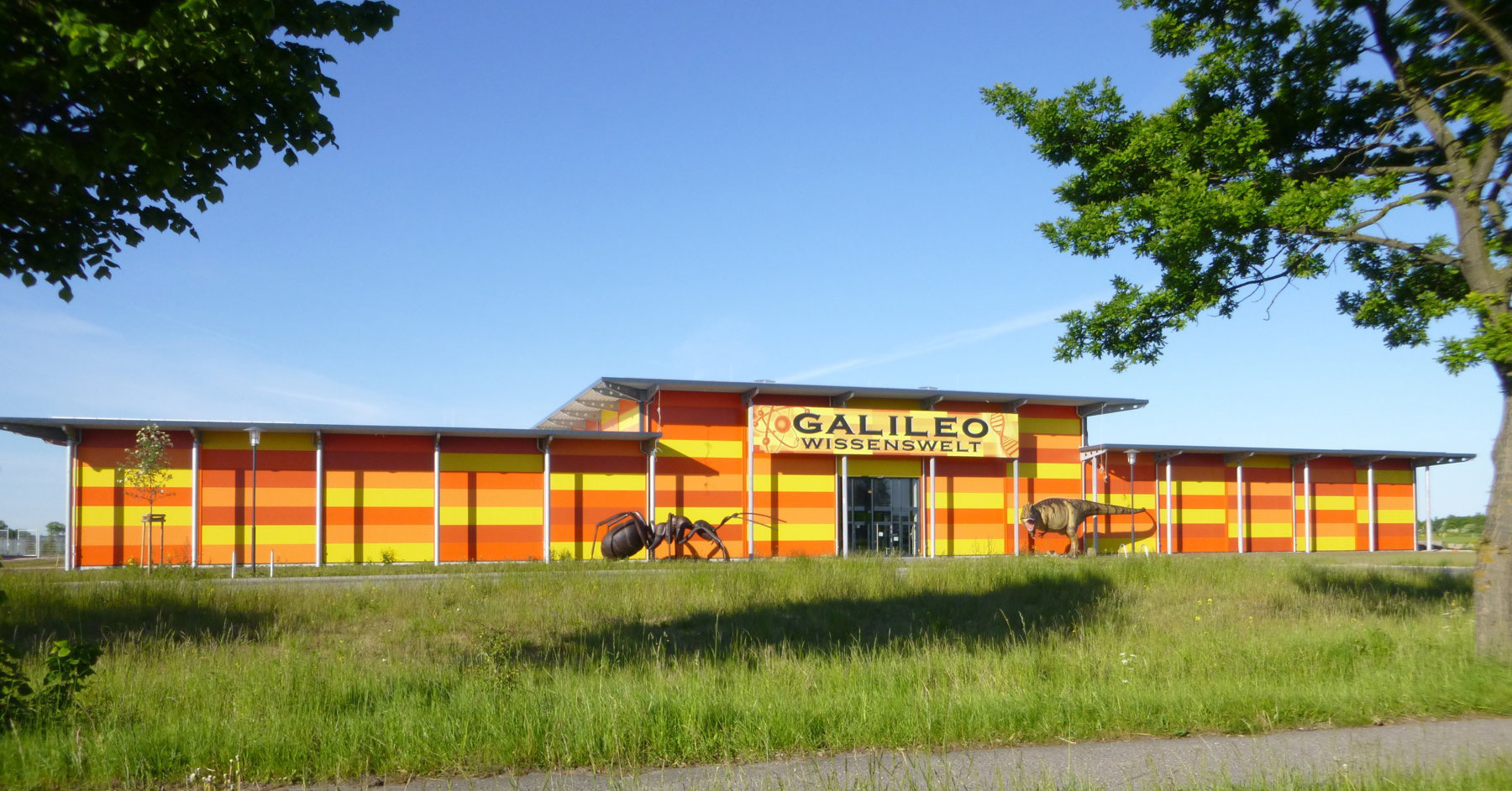
Das Hauptgebäude der Galileo Wissenswelt am Mummendorferweg 11b in Burg auf Fehmarn

Die Galileo Wissenswelt ist ein Museum auf der Ostseeinsel Fehmarn (Ostholstein). Seit 2018 gibt es eine Museumserweiterung auf der Ostseeinsel Rügen mit einem weiteren Museumsgebäude.

## Struktur
Das Museum versteht sich als Schulterschluss eines klassischen Sammelmuseums mit einem Kinder- und Jugendmuseum und legt besonderen Wert auf das Konzept „Verstehen durch begreifen“. Auf insgesamt 3.200 m² im Hauptgebäude in Burg auf Fehmarn werden die beiden Themenbereiche „Naturkunde“ und „Technik“ vermittelt. Die ebenfalls zur Galileo Wissenswelt gehörende Außenstelle „Übersee – Kunst, Kultur und Völkerforum“ am Hafen in Burgstaaken auf Fehmarn ist 500 m² groß.
Im Themenbereich „Naturkunde“ werden die Besucher auf eine chronologische Reise durch die Geschichte der Erde geführt, von der Entstehung des Lebens bis zum Menschen und seiner Umwelt. Neben einer großen Sammlung an Fossilien, Mineralien und Dinosauriermodellen sind besondere Attraktionen dieses Themenbereichs ein original Skelett eines juvenilen Entenschnabeldinosauriers (Hypacrosaurus stebingeri), der größte original Mosasaurusschädel (155 cm Länge), den man in einem deutschen Museum sehen kann (Prognathodon curri) und das original Skelett eines Wollhaarmammuts (Mammuthus primigenius). Der Themenbereich „Technik“ macht technisch-physikalische Phänomene anhand interaktiver Experimente und einer historischen Objektsammlung begreifbar. Eine besondere Attraktion dieses Themenabschnittes ist eine Blitzvorführung mit funktionsfähiger Teslaspule, die jede Stunde vorgeführt wird. Der Themenabschnitt „Übersee“ versteht sich als Ort des Völkerverständnisses und zeigt eine umfangreiche Sammlung traditionellen Kunsthandwerks aller Kontinente. Eine besondere Attraktion dieses Themenabschnittes ist ein funktionsfähiges und bespielbares Gamelan.

## Geschichte
Die Entstehung der Galileo Wissenswelt basiert auf dem Zusammenschluss der folgenden drei Museen auf der Ostseeinsel Fehmarn: „Experimenta – Technisches Museum zum Anfassen“, „Planet Erde – Naturkundemuseum“ und „Überseemuseum“. Alle drei Museen wurden im Zeitraum von 2003 bis 2009 in einem historischen Hafengebäude am Hafen Burgstaaken der Insel Fehmarn gegründet.
Die verschiedenen Museen mit ihren Sammlungen entwickelten sich so gut, dass besonders der Platzbedarf für Erweiterung der Museen „Technik“ (ehemals „Experimenta“) und „Naturkunde“ (ehemals „Planet Erde“) unerlässlich wurde. So erfolgte im Jahr 2013 ein Umzug dieser Teilbereiche in den Neubau am Ortseingang Burg auf Fehmarn. Das Museum „Übersee“ behielt seinen Standort in der historischen Halle am Hafen in Burgstaaken auf Fehmarn. In dem Jahr 2013 wurden alle drei Museen unter dem Namen „Galileo Wissenswelt“ vereint und sind seitdem unter der Trägerschaft der Galileum Fehmarn GmbH geführt. Die wissenschaftliche Betreuung erfolgte jahrelang durch Dr. Gerald Kopp, Leiter des Museums „Tor zur Urzeit“ in Brügge, und anderen externen Fachleuten. Von Anfang 2016 bis Mitte 2017 erfolgte die wissenschaftliche Leitung der Galileo Wissenswelt durch den Geologen Dr. Christian Nyhuis.